# روش‌های شیمی آلی
روش‌های شیمی آلی که در سال ۱۹۰۹ توسط شیمیدان آلمانی  تئودور ویل تأسیس شد، یک متن شیمی قدیمی است. این کتاب در ابتدا از دو جلد تشکیل شده بود و ادبیاتی تحت پوشش اوایل سال ۱۸۳۴ داشت. یوزف هوبن در سال ۱۹۱۳ آن را مورد بازنگری و تجدید چاپ قرار داد. این یکی از مهمترین منابع برای شیمی دانان به حساب می‌آید.
با جلدهای تکمیلی که بین سالهای ۱۹۸۲ و ۱۹۹۹ منتشر شد، برخی از آنها (از ۱۹۹۰ به بعد) به زبان انگلیسی بود. این مجموعه از ۱۶ جلد تشکیل شده‌است. در کل، چاپ چهارم شامل ۹۰ کتاب جداگانه است.
نسخه جدید انگلیسی زبان توسط تیمی از سال ۲۰۰۰ تا ۲۰۱۰ با عنوان علم سنتز در ۴۸ جلد منتشر شد. دائماً به روز می‌شود.